# Ügyvédi székhelyszolgáltatás
Az ügyvédi székhelyszolgáltatás ügyvédek (ügyvédi irodák) által cégeknek megbízási szerződés keretében nyújtható szolgáltatás.
2012. március 1-jétől az ügyvédek nem köthetnek új szerződést székhelyszolgáltatásra. A 2006. évi V. törvény 129. § (5) bekezdése szerint a törvénymódosítás hatálybalépése előtt ügyvédi székhelyszolgáltatással rendelkező cégek vonatkozásában az Üt. korábban hatályos 25/A. §-át kell alkalmazni, vagyis a régi szolgáltatások folytathatók.

## A szerződés tartalma
- A székhely biztosítására az ügyvédekről szóló 1998. évi XI. törvényben meghatározott szabályok szerint megbízási szerződést kell kötni. (1. § (1) bek.)
- A megbízási szerződés nem lehet határozott idejű, kivéve, ha a cég létesítésére is határozott időre kerül sor. 1. § (2) bek.)
- A cég az 1. § (1) bekezdésben meghatározott megbízási szerződésben köteles meghatározni azon iratait (azok fajtáit), amelyeket a székhelyen kíván őrizni, rendelkezésre tartani. Ezen iratok köre legalább a cég cégiratait, hatósági engedélyeit, az adóhatóság felé történő adatbejelentési kötelezettségeivel összefüggő iratait, valamint a számviteli törvény szerinti beszámolóját jelenti. (2. § (1) bek.)
- Az ügyvéd köteles tételes és naprakész iratjegyzéket és ingóságra vonatkozó jegyzéket vezetni azon iratokról és ingóságokról, amelyeket a székhely szolgáltatás alapján tart magánál. (2. § (2) bek.)
- A székhely biztosítása során el kell különíteni a cég székhelyén rendelkezésre tartandó iratokat és ingóságokat az ügyvédeknek (ügyvédi irodának) a céggel vagy egyéb megbízókkal kötött egyéb megbízatásaiból eredő irataitól, ingóságaitól (cégeljárás, peres eljárás stb.). (2. § (3) bek.)
- Az ügyvéd az elkülönítési kötelezettségnek különösen az iratok és ingóságok külön helyiségben, illetve külön lezárható ingóságban (bútorában) való elhelyezéssel tesz eleget. (2. § (4) bek.)
- A cégnek a székhelyén lévő iratait, ingóságait érintő hatósági kényszerintézkedés kizárólag a cég 2. § (1) bekezdés szerint meghatározott irataira és ingóságaira terjedhet ki. A székhelyet biztosító ügyvéd (ügyvédi iroda) a hatósági eljárást nem akadályozhatja, azonban jogosult haladéktalanul értesíteni a céget. (3. §)

## Lásd még
- Székhelyszolgálat

## Külső hivatkozások
- szekhely.com